# Alexander Weinstein
Alexander Weinstein   (Saràtov, 21 de gener de 1897 - Washington DC, 6 de novembre de 1979) va ser un matemàtic nord-americà, nascut a Rússia i format a Alemanya.

## Vida i Obra
Weinstein era fill d'un metge d'una família jueva benestant. Va fer els estudis secundaris a Astracan fins al 1913. El curs següent va estudiar a les universitats de Würzburg i Göttingen. A partir de 1914 va estudiar a la universitat de Zúric, sota la tutela de Hermann Weyl. El 1921 va obtenir el doctorat i el curs següent va ser professor a la universitat de Leipzig.
Els anys 1926 i 1927 va estar a la universitat de Roma on va treballar sota la guia de Tullio Levi-Civita. Acabat aquest període, va ser professor de les universitats d'Hamburg i de Breslau, fins que el 1933, amb l'arribada dels nazis al poder va ser desposseït de tots els seus càrrecs acadèmics. Va fugir a França on va ser professor del Collège de France, però en ser ocupada França pels nazis, va tornar a la inseguretat. Gràcies a la intervenció de Hermann Weyl i malgrat la desconfiança dels americans envers el russos de naixement, va aconseguir emigrar als Estats Units on va anar passant d'una universitat a una altra fins que va aconseguir una plaça docent fixa el 1949 a la universitat de Maryland on va fundar i dirigir el Institut de Dinàmica de Fluids, una de les més prestigioses institucions americanes d'anàlisi matemàtica.
Weinstein es va jubilar a Maryland el 1967 i el curs següent va donar classes a la universitat Americana de Washington DC i, a continuació a la universitat de Georgetown fins al 1972 en que es va retirar definitivament de l'ensenyament. Va morir el 1979 al Hospital Adventista de Washington després d'una intervenció quirúrgica.
Pel seu vuitantè aniversari, el seu deixeble, Joe Diaz, va editar una col·lecció de les seves obres escollides en diversos idiomes.
La part més important de la seva obra és la referida a la hidrodinàmica i a les equacions diferencials, però també te treballs interessants en anàlisi espectral i teoria de grups.